# Симон (Романчук)
Архиепи́скоп Си́мон (в миру Шимон Романчук, пол. Szymon Romańczuk; 12 августа 1936, Гущевина, Подляшье — 28 июня 2017, Лодзь) — епископ Польской православной церкви, с 1981 года — епископ Лодзинской и Познанской епархии (с 1993 года возведен в сан архиепископа).

## Биография
С 1955 по 1960 год изучал филологию в Минске. С 1965 по 1969 года обучался в Христианской богословской Академии в Варшаве.
1 февраля 1970 года назначен руководителем канцелярии митрополита Варшавского и всея Польши.
11 февраля 1970 года пострижен в монашество, а 15 февраля — рукоположён во иеродиакона. 22 февраля — рукоположён во иеромонаха.
С 21 сентября 1970 по 1973 года трудился в должности инспектора в гимназии в Варшаве.
В 1971 году занял пост главы Комиссии по делам Издательств и Прессы при Митрополичьем Совете, а также её секретаря.
С 1971 года как представитель Польской православной церкви или член её делегации принимал участие во множестве богословских конференций и межцерковных встречах.
В 1973 году был возведён в достоинство игумена.
В 1979 году защитил докторскую диссертацию на тему «Православие в творчестве Достоевского».
В октябре 1979 года получил титул почётного члена Православной Богословской Академии Крита.
25 ноября 1979 года возведён в сан архимандрита.

### Архиерейство
26 ноября 1979 года в Марие-Магдалининском соборе Варшавы рукоположён во епископа Люблинского, викария Варшавской митрополии. Чин хиротонии совершили митрополит Василий (Дорошкевич), архиепископ Никанор (Неслуховский), архиепископ Алексий (Ярошук), епископ Савва (Грыцуняк).
С 1980 по 1983 года — Председатель Отдела внешних церковных связей Польской православной церкви.
18 августа 1981 года назначен управляющим Лодзинской и Познанской епархией.
8 июня 1993 года возведен в сан архиепископа.
9 декабря 2008 года представлял Польскую православную церковь на отпевание почившего Патриарха Московского и всея Руси Алексия II.
18 апреля 2010 года участвовал в церемонии похорон Леха и Марии Качинских.
В июле 2013 года участвовал в торжествах 1025-летия крещения Руси. 25 июля во время встречи Патриарха Московского Кирилла с делегацией Польской православной церкви был награждён орденом равноапостольного великого князя Владимира 2-й степени «во внимание к трудам на благо святой Церкви и в связи с 1025-летием Крещения Руси».
Скончался 28 июня 2017 года после болезни.